# موش دم‌کلفت صخره‌ای آنهم
موش دم کلفت صخره ای آنهم (نام علمی: Zyzomys maini) نام یک گونه از سرده موش‌های دم‌کلفت است.